# Allen Klein
Allen Klein (18 tháng 12 năm 1931 – 4 tháng 7 năm 2009) là một doanh nhân người Mỹ hoạt động trong lĩnh vực âm nhạc. Sự nghiệp của ông gắn liền với nhiều tên tuổi lớn, trong đó có The Rolling Stones, The Beatles, The Verve và cả đạo diễn lừng danh Alejandro Jodorowsky. Là một nhà quản lý tài năng, song Allen Klein cũng là một nhân vật có nhiều tiếng xấu trong lịch sử ngành công nghiệp âm nhạc Mỹ.
Ông qua đời tại New York vì chứng bệnh Alzheimer.